# Garrison (Minnesota)
Garrison es una ciudad ubicada en el condado de Crow Wing en el estado estadounidense de Minnesota. En el Censo de 2010 tenía una población de 210 habitantes y una densidad poblacional de 73,98 personas por km².

## Geografía
Garrison se encuentra ubicada en las coordenadas 46°17′0″N 93°49′27″O / 46.28333, -93.82417. Según la Oficina del Censo de los Estados Unidos, Garrison tiene una superficie total de 2.84 km², de la cual 2.84 km² corresponden a tierra firme y (0.09%) 0 km² es agua.

## Demografía
Según el censo de 2010, había 210 personas residiendo en Garrison. La densidad de población era de 73,98 hab./km². De los 210 habitantes, Garrison estaba compuesto por el 96.67% blancos, el 0% eran afroamericanos, el 0.48% eran amerindios, el 0% eran asiáticos, el 0% eran isleños del Pacífico, el 0% eran de otras razas y el 2.86% pertenecían a dos o más razas. Del total de la población el 1.43% eran hispanos o latinos de cualquier raza.